# Les Planes d'Hostoles (kommun)
Les Planes d'Hostoles är en kommun i Spanien.   Den ligger i provinsen Província de Girona och regionen Katalonien, i den östra delen av landet, 500 km öster om huvudstaden Madrid. Antalet invånare är 1 701. Arean är 38 kvadratkilometer. Les Planes d'Hostoles gränsar till Sant Feliu de Pallerols, Sant Aniol de Finestres, Amer, Susqueda och Rupit i Pruit. 
Terrängen i Les Planes d'Hostoles är kuperad.